# Austlandet
Austlandet (en noruego: Østlandet - literalmente en español, la tierra del este o formalmente Noruega Oriental) es una de las cinco grandes regiones geográficas (landsdel) de Noruega, siendo la más poblada (unos 2,6 millones de habitantes en 2015). Localizada al sureste del país, comprende los condados (fylker) de Viken, Innlandet, Oslo y Vestfold og Telemark.
- Datos: Q216065